# Cuscuta brachycalyx
Cuscuta brachycalyx là một loài thực vật có hoa trong họ Bìm bìm. Loài này được (Yunck.) Yunck. mô tả khoa học đầu tiên năm 1932.